# 拉格拉沃 (上阿尔卑斯省)
拉格拉沃（法語：La Grave，法語發音：[la ɡʁav]）是法国上阿尔卑斯省的一个市镇，位于该省北部，属于布里扬松区。

## 地理
拉格拉沃（45°2'46"N, 6°18'21"E）面积126.91 平方千米，位于法国普罗旺斯-阿尔卑斯-蓝色海岸大区上阿尔卑斯省，该省份为法国东南部内陆省份，北起萨瓦省，西北接伊泽尔省，西南接德龙省，南至上普罗旺斯阿尔卑斯省，东北部与意大利接壤。
与拉格拉沃接壤的市镇（或旧市镇、城区）包括：勒莫内捷莱班、维拉尔达雷讷、贝斯、米佐安、瓦桑地区圣克里斯托夫、圣让达尔沃、瓦卢瓦尔、莱德萨尔普。

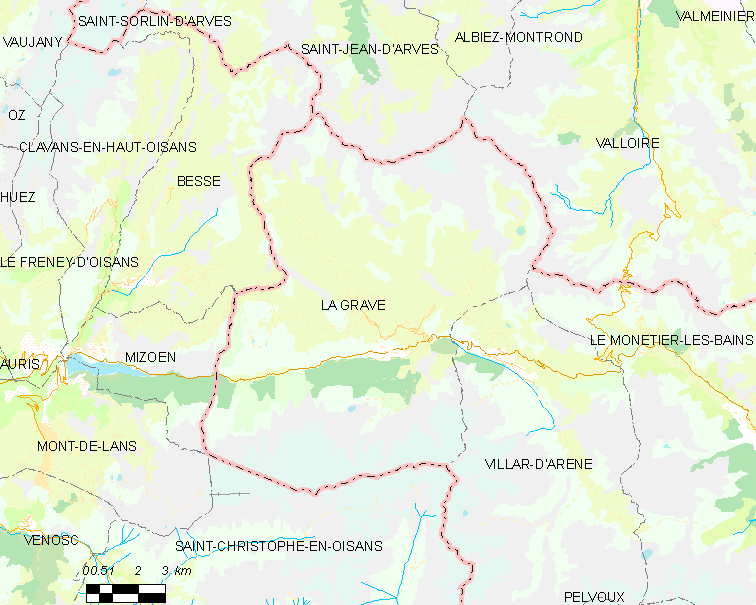
的OSM定位图

拉格拉沃的时区为UTC+01:00、UTC+02:00（夏令时）。

## 行政
拉格拉沃的邮政编码为05320，INSEE市镇编码为05063。

## 政治
拉格拉沃所属的省级选区为布里扬松第一县。

## 人口

1962-2008年间人口变化图示

拉格拉沃于2022年1月1日时的人口数量为479人。